# Grays Athletic FC
Grays Athletic FC är en engelsk fotbollsklubb i Grays, grundad 1890. Hemmamatcherna spelas på New Recreation Ground. Klubbens smeknamn är The Grays. Klubben spelar i Isthmian League Division One North.

## Meriter
- FA Trophy: 2004/05, 2005/06
- Conference South: 2004/05
- Isthmian League Division Two South: 1984/85
- London League: 1921/22, 1926/27, 1929/30
- Corinthian League: 1945/46
- Essex Senior Cup: 1914/15, 1920/21, 1922/23, 1944/45, 1956/57, 1987/88, 1993/94, 1994/95
- Isthmian League Cup: 1991/92